# Leonid Madan
Leonid Madan (rusă Леонид Андреевич Мадан, n. 1894, Boșcana, Imperiul Rus – d. 26 noiembrie 1938, Regiunea Arhanghelsk, RSFS Rusă, URSS) a fost un activist cultural și politic din Uniunea Sovietică.

## Origini
Madan s-a născut în 1894 în Boșcana, Basarabia, pe atunci parte a Imperiului Rus, într-o familie de moldoveni. După unirea Basarabiei cu România a trecut Nistrul și a absolvit Facultatea de filologie a Universității din Kiev. A fost apoi repartizat în Tiraspol, unde a devenit inspector școlar.

## Inventarea limbii moldovenești
Leonid Madan a primit sarcina de a alcătui „limba moldovenească” pe care a expus-o în cartea sa Gramatika Moldoveniaskî, publicată la Tiraspol în 1929. Aceasta era bazată pe graiurile locale din Transnistria (RASSM) și Basarabia, conținând, de asemenea, termeni rusești și invențiile proprii ale lui Madan. După 1956, influențele lui Madan au fost eliminate din cărțile publice.  Acesta a recomandat, spre exemplu, să se scrie acrariu și apariu (pentru cuvintele rusești кислород și водород, oxigen și hidrogen).

## Exemplu de limbă moldovenească
„De-amu v-o două luni di zăli, dicînd «Plugaru Roșu» își lunjește discusîia dispri orfografia moldovineascî, mai întîi trebui di spus cî sfada merji nu dispri limba moldovineascî, dar dispri orfografii, adicî dispri sămnuirera sunitilor cari sînt în limba jii moldovineascî” (Petru Chior, comisar al poporului pentru învățămînt în RASS Moldovenească, în broșura Despre ortografia moldovenească din 1929).

## Deces
Ajuns în dizgrațiile regimului stalinist, Leonid Madan a fost arestat pe 7 octombrie 1938 de către autoritățile sovietice, fiind acuzat de "activități contrarevoluționare". A fost împușcat în noiembrie 1938.